# Lonsdale (Arkansas)
Lonsdale é uma cidade  localizada no estado americano de Arkansas, no Condado de Garland.

## Demografia
Segundo o censo americano de 2000, a sua população era de 118 habitantes.
Em 2006, foi estimada uma população de 129, um aumento de 11 (9.3%).

## Geografia
De acordo com o United States Census Bureau, a localidade tem uma área de 1,1 km², sem área coberta por água. Lonsdale localiza-se a aproximadamente 130 m acima do nível do mar.

## Localidades na vizinhança
O diagrama seguinte representa as localidades num raio de 24 km ao redor de Lonsdale.